# Pabuk jižní

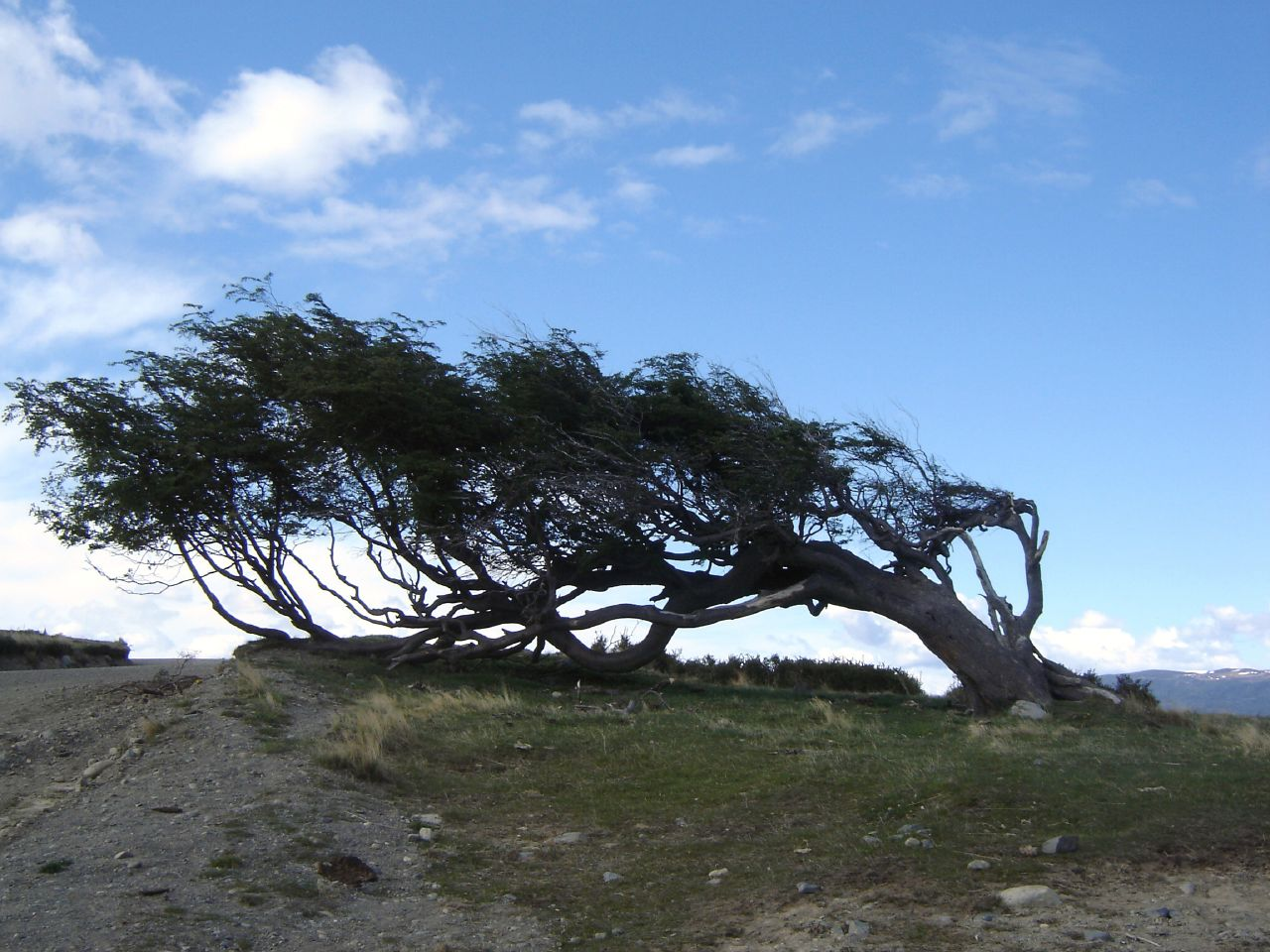
Pabuk jižní na větrném místě poblíž nejjižnějšího města světa Ushuaia

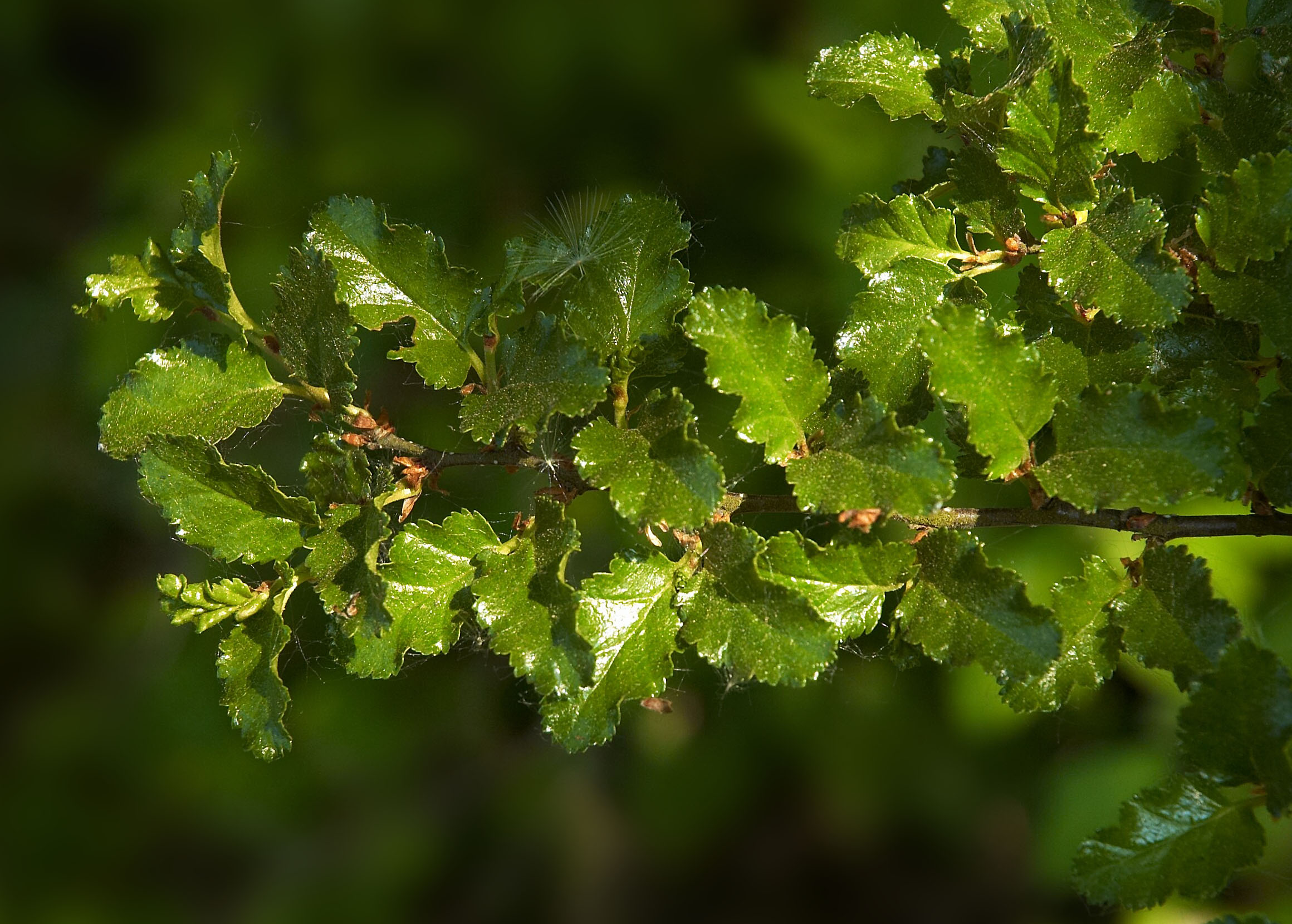
Listy

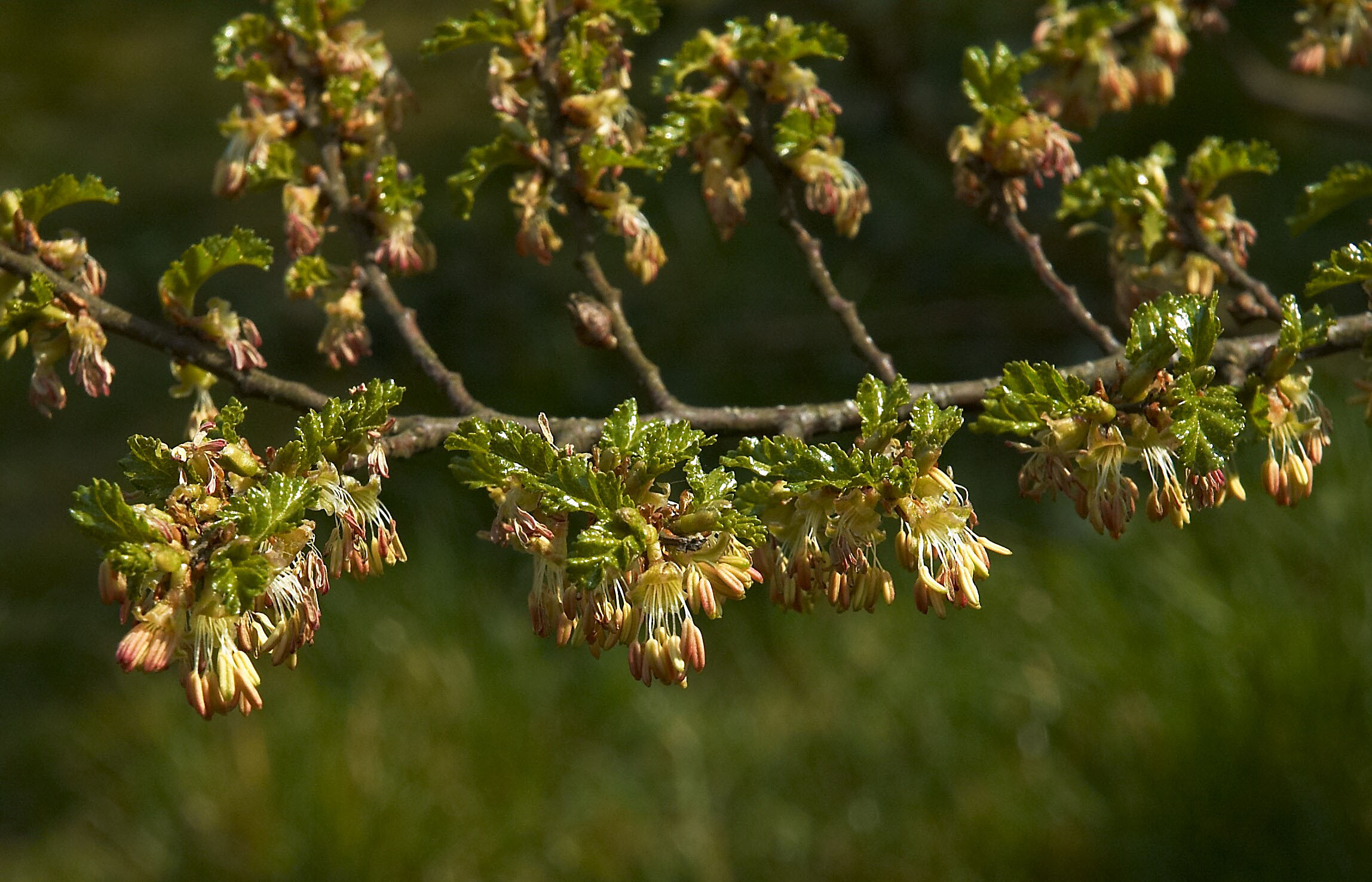
Samčí květy

Pabuk jižní (Nothofagus antarctica) je listnatý, opadavý, jednodomý strom pocházející z jižních oblastí Jižní Ameriky, jeden z asi 35 druhů rodu pabuk. Občas je jeho vědecké jméno mylně do češtiny překládáno jako „pabuk antarktický“. V minulosti byl rod pabuk součástí rodu buk a po rozdělení se po krátkou dobu pro něj používal název „bukovec“.

## Rozšíření
Areál původního výskytu se nachází na jihu Chile a Argentiny, na jižním okraji Jižní Ameriky. Je rozšířenější v Chile, kde jeho místa výskytu sahají od 36° po 55° jižní zeměpisné šířky. Na severu areálu obvykle roste jako součást deštných lesů mírného pásma a směrem na jih se jeho výška postupně zmenšuje, až přechází v keře. V Andách vystupuje až do nadmořské výšky 2000 m, kde již po dlouhou dobu leží sníh a les tam svou horní hranicí přechází v pásmo kleče. Nejjižněji roste na chilském ostrově Hoste (součásti souostroví Ohňová země), kde svou polohou na 55° 15' jižní šířky je pokládán za celosvětově nejjižněji rostoucí strom, i když v tamních těžkých podmínkách přežívá jen v keřovité formě. Pabuk jižní bývá pro svůj zvláštní vzhled a odolnost vysazován jako dekorativní dřevina v městských parcích v mnoha zemích Evropy i ve Spojených státech a ze semenáčů se tvarují exotické bonsaje.
Přestože je druhem dobře snášejícím klima střední Evropy, je v České republice tradičně velmi vzácný. Jeho starší exempláře se vyskytují jen na několika málo místech, v arboretech v Kostelci nad Černými lesy, Křtinách, Žampachu a v Botanické zahradě Mendelovy univerzity, velmi málo jich bylo v předešlých stoletích vysázeno do parků a zámeckých zahrad.

## Ekologie
Pabuk jižní je světlomilná dřevina rostoucí nejlépe na hlubokých hlinitopísčitých půdách, které jsou kyselé a obsahují dostatek humusu. Nesnáší půdy zásadité a příliš vysýchavé, vyhovuje mu roční úhrn srážek v rozsahu 400 až 1200 mm (neškodí ani 3000 mm) a průběžně vysoká vzdušná vlhkost. Mladé semenáče mohou mít i hlubší zastínění, s přibývajícím věkem však u nich přibývá nároků na světlo, přesto někdy jejich koruny vytvářejí druhé stromové patro v lesích s vyšším blahočetem čilským. Je dřevinou snášející mrazy až do -30 °C, spíše ji poškozuje opožděný pokles teplot při rašení.
Nejvyšší evropský pabuk jižní roste ve Velké Británii, v roce 1984 měl výšku přes 26 m a obvod kmene téměř 220 cm. K nejmohutnějším dále patří jedinec rostoucí v parku města Clavier v Belgii, v roce 1997 měl obvod kmene 252 cm. Stromy tohoto druhu se dožívají asi 250 roků, začínají kvést přibližně v 15 letech a bývají jen velmi ojediněle napadány škůdci.

## Popis
Opadavá dřevina dorůstá obvykle do výšky 20 až 25 m a mívá průměr kmene 0,7 až 1,2 m, někdy roste keřovitě. Vzrůst a tvar bývá variabilní, v optimálních podmínkách roste stromovitě, v neperiodicky zaplavovaných lužních lesích bývá řídce větvená a ve vyšších hornatých a chladných polohách se vyskytuje ve tvaru kleče, někdy vznikají jedinci s více kmeny. Vyrůstá ze silně rozvinutého kořenového systému s mohutným hlavním svazčitým kořenem zajišťujícím pevné ukotvení i v nepevné půdě. Kmen je poměrně krátký, koruna stromu je rozložitá, má vejčitý tvar a je poměrně řídká. Kůra u mladých jedinců je šedavě hnědá až červenohnědá a hladká, u starších exemplářů je šupinatá. Letorosty jsou hustě plstnaté, mladé větve jsou olysalé a mají hnědou barvu se světlými lenticelami. Pupeny jsou hnědočervené a na vrcholu zaoblené. Listy s krátkým řapíkem jsou tmavě zelené, jednoduché, celistvé, vyrůstají střídavě ve dvou řadách a v mládí vydávají slabou příjemnou vůni. Jejich symetrická čepel je 2 až 3 cm dlouhá a 1 až 2 cm široká, vejčitá až trojúhelníkovitá, u báze je uťatá anebo srdčitá, na vrcholu zaoblená, po obvodě vroubkovaná až mělce laločnatá, má tři až čtyři páry žilek zpeřené žilnatiny a na rubové straně je světlejší. Palisty jsou velmi drobné. S příchodem podzimu před opadem nabývají listy dekorativního zabarvení, mění barvu od žluté přes načervenalou a oranžovou až po hnědou.
Až po olistění se vyvíjejí drobné, jednopohlavné, žlutavé či narůžovělé květy. Samčí květy rostou na krátkých převislých stopkách po třech v paždí listů, květ je zvonkovitý a má okvětí složeno z pěti až šesti nazelenalých či nažloutlých lístků asi 5 mm dlouhých. V květu bývá 5 až 13 tyčinek se 6 mm dlouhými nitkami a 4 mm velkými žlutými či červenými prašníky. Samičí květy jsou přisedlé a vyrůstají jednotlivě až po třech, květ je číškovitý a má okvětí tvořeno třemi lístky.
Plod je čtyřchlopňová, šupinatá, zvrásněná, ve zralosti pukající číška velká asi 5 mm, která obsahuje tři ostře trojhranné nažky (semena) asi 0,3 mm velké, které jsou na hranách křídlaté.

## Použití
Dřevo stromu je rozlišeno na jádro a běl, výrazně oddělené jádro je světle hnědé až hnědočervené, běl je světle krémová. Dřevo je středně těžké (680 kg/m³), průměrně tvrdé a běžně odolné proti hnilobě a hmyzu. Jeho letokruhy jsou velmi zřetelné, dobře se opracovává, soustruží i lepí. Vyskytuje se v něm hojně suků a časté jsou i trhliny. Čerstvé obsahuje hojně vlhkosti, proto se doporučuje těžit mimo vegetační období a pomalu sušit, aby nedocházelo k prasklinám. Používá se k výrobě nábytku a různých konstrukcí, od podlah přes parkety, okna, dveře, na dekorativní předměty, hračky apod. Jádrové dřevo lze využívat v interiéru i exteriéru, kde je ale nutné lakování či tlaková impregnace. Původní indiáni jej používali na výrobu luků a z kůry zhotovovali kánoe. Nejčastější využití dřeva pabuku jižního je však na topení, je to dáno hlavně špatnou dostupností pro těžkou techniku na svoz kmenů.